# Mirosław Woźniak
Mirosław Woźniak (ur. 1957) – polski poeta, laureat Nagrody im. Kazimiery Iłłakowiczówny.

## Życiorys
Debiutował w 1998 roku tomem poetyckim Kość i jabłko, za który otrzymał Nagrodę im. Kazimiery Iłłakowiczówny. Jego wiersze publikował dwumiesięcznik „Arcana”, czy kwartalnik „Fronda”. Mieszka w Warszawie.

## Nagrody
- 1998 – Nagroda im. Kazimiery Iłłakowiczówny za tom Kość i jabłko

## Twórczość
Opublikował trzy tomy wierszy:
- Kość i jabłko, Warszawa, Wydawnictwo Przedświt, 1998[5][1]
- Zjazd, Warszawa, Spółdzielnia Wydawnicza „Czytelnik”, 1999[5][1]
- Budowanie domu, Kraków, Arcana, 2002[6]